# Erik Nielsen Whitehorse International Airport
Erik Nielsen Whitehorse International Airport är en flygplats i Kanada, uppkallad efter politikern Erik Nielsen. Den ligger i territoriet Yukon, i den västra delen av landet, 4 100 km väster om huvudstaden Ottawa. Erik Nielsen Whitehorse International Airport ligger 706 meter över havet.
Terrängen runt Erik Nielsen Whitehorse International Airport är kuperad söderut, men norrut är den platt. Närmaste större samhälle är Whitehorse, 1,0 km nordost om Erik Nielsen Whitehorse International Airport. 
I omgivningarna runt Erik Nielsen Whitehorse International Airport växer i huvudsak barrskog. Runt Erik Nielsen Whitehorse International Airport är det ganska glesbefolkat, med 40 invånare per kvadratkilometer.